# Enrico Intra
Enrico Intra (né à Milan le 3 juillet 1935) est un   pianiste de jazz, compositeur, chef d'orchestre italien . 

## Biographie
Au cours de sa carrière, Enrico Intra a collaboré avec des musiciens comme Gerry Mulligan, Franco Cerri, Lee Konitz, Milton Jackson, Severino Gazzelloni, Pino Presti, Tullio De Piscopo, David Liebman et d'autres,,,,.

## Œuvres
- La Messa d'Oggi Ri-Fi RFL ST 14043, 1971
- Archetipo (Suite pour Sextuor avec violoncelle et hautbois)
- Contro la seduzione
- Dissonanza-Consonanza
- The Blues
- Nosferatu
- Bach-Cage-Intra
- Nuova Civiltà
- Nicole

## Discographie
- To the Victims of Vietnam, Ri-Fi, 1974
- Paopop / Adagio (7"), Ri-Fi, 1975
- Gerry Mulligan meets Enrico Intra, with Pino Presti and Tullio De Piscopo, Produttori Associati, 1976
- The Blues, CD, Album, Dire, 1991
- Wach im Dunklen Garten. Instrumentalmusik nach Gregorianischen Gesängen Kreuz, CD, 1999
- Bernstein/Gershwin/Rodgers, with the Civica Jazz Band and Franco Cerri, Soul Note, CD, 2000
- Live!, Distr. IRD, CD, 2005
- Le case di Berio, Audio CD, Album, Rai Trade, Alfa Music, 2005
- Like Monk, Alfa Music, Audio CD, 2006
- Franco Cerri & Enrico Intra  Jazz Italiano Live 2007, MAG 2007
- David Liebman/Enrico Intra Liebman meets Intra Contenuto Alfa Music, CD, 2008
- Franco Ambrosetti/Enrico Intra Live In Milan, Duo, Trio, Quartet, CD, Album, Albore Jazz, 2009
- Gregoriani & Spirituals, Alfa Music, Audio CD, 2018